# Internationale Filmfestspiele von Venedig

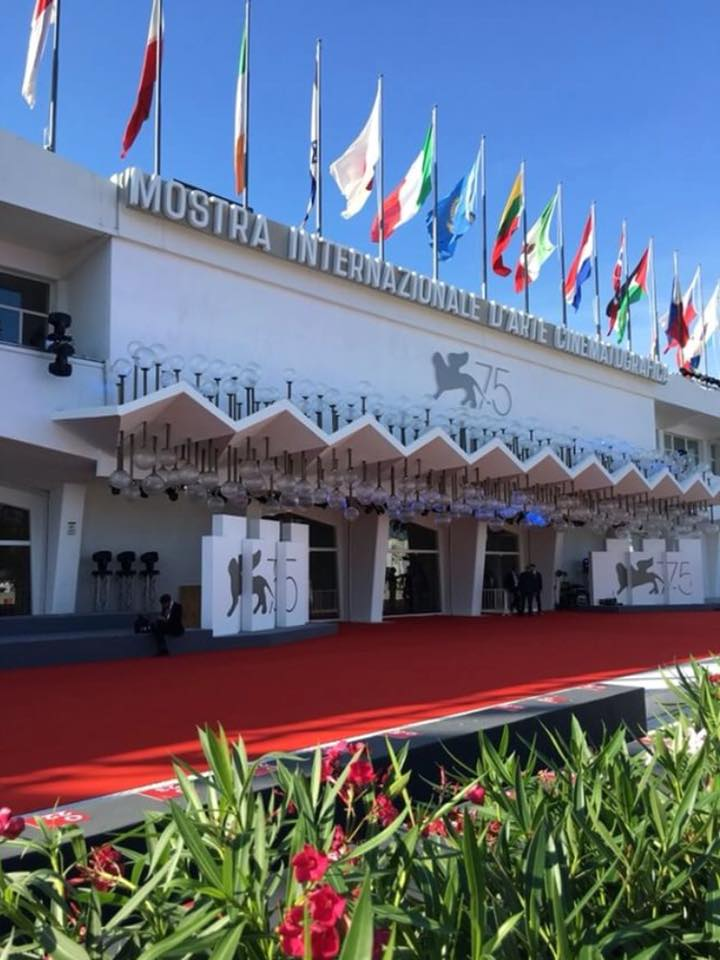
Festivalpalais im Jahr 2018

Die 1932 begründeten Internationalen Filmfestspiele von Venedig (italienisch Mostra internazionale d’arte cinematografica di Venezia) sind Teil der Biennale für zeitgenössische Kunst und finden jedes Jahr von Ende August bis Anfang September auf dem Lido in Venedig statt. 1933 und von 1943 bis 1945 gab es keine Filmfestspiele. Die Filmfestspiele sind das älteste Filmfestival der Welt und gehören bis heute – gemeinsam mit dem Filmfestival Cannes und der Berlinale – zu den bedeutendsten internationalen Filmfestspielen.
Die 81. Ausgabe fand vom 28. August bis zum 7. September 2024 statt. Im Jahr 2025 werden die 82. Filmfestspiele vom 27. August bis zum 6. September veranstaltet.

## Geschichte und Wettbewerb
Die ersten Filmfestspiele fanden als Esposizione Internazionale d’Arte Cinematografica von 6. bis 21. August 1932 statt.

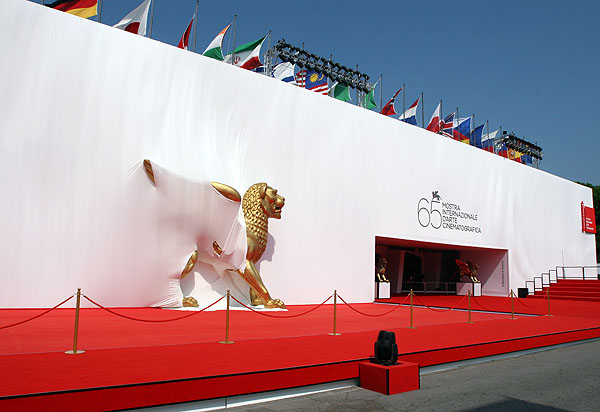
Verhülltes Festivalgebäude mit Goldener-Löwe-Statuette (2008)

Als Hauptpreise für die besten Filme wurde in den Jahren 1934 bis 1942 die nach dem seinerzeitigen italienischen Diktator benannte Coppa Mussolini vergeben. Ausgezeichnet wurde damit jeweils der beste italienische sowie der beste ausländische Film. Seit dem Jahr 1947 wird nur noch ein Film mit dem Hauptpreis geehrt. Nachdem in den Jahren 1947 und 1948 der Große Internationale Preis von Venedig und 1949 der Löwe von San Marco vergeben worden sind, ist dies seitdem der Goldene Löwe (italienisch Leone d’Oro). Ihn erhält jeweils der Regisseur des betreffenden Films. Weitere Regie-Auszeichnungen sind der Silberne Löwe, der in verschiedenen Kategorien vergeben wird, während die besten Darsteller in einem Wettbewerbsfilm mit der Coppa Volpi ausgezeichnet werden. Weitere Preise werden in filmtechnischen Kategorien vergeben.
Hauptaufführungsort ist der historische Palazzo del Cinema.
Das Filmfestival umfasst die vier Kategorien Wettbewerb, Außer Konkurrenz, Horizonte (Debütfilme, Kurzfilme) und Venice Classics (Filmrestaurierungen, -dokumentationen).
Seit 2012 ist Alberto Barbera als Nachfolger von Marco Müller Direktor der Filmfestspiele.

## Auszeichnungen
Die wichtigsten Auszeichnungen im Überblick:
| Kategorie                                               | Originalbezeichnung                                                 | verliehen seit |
| ------------------------------------------------------- | ------------------------------------------------------------------- | -------------- |
| Goldener Löwe                                           | Leone d’Oro per il miglior film                                     | 1949           |
| Silberner Löwe – Beste Regie1                           | Leone d’Argento per la migliore regia                               | 1990           |
| Spezialpreis der Jury                                   | Premio Speciale della Giuria                                        | 1951           |
| Bester Darsteller                                       | Coppa Volpi per la migliore interpretazione maschile                | 1935           |
| Beste Darstellerin                                      | Coppa Volpi per la migliore interpretazione femminile               | 1935           |
| Marcello-Mastroianni-Preis – Bester Nachwuchsdarsteller | Premio Marcello Mastroianni a un giovane attore o attrice emergente | 1998           |
| Bestes Drehbuch                                         | Premio per la migliore sceneggiatura                                | 2004           |
| Beste technische Leistung                               | Premio per il migliore contributo tecnico.                          | 2004           |
| Goldener Löwe – Ehrenpreis                              | Leone d’Oro alla Carriera                                           | 1971           |

1Von 1953 bis 1994 wurde der Silberne Löwe an die Regisseure zweitplatzierter oder nominierter Wettbewerbsfilme verliehen. Manchmal waren dies bis zu sechs Filme, jedoch wurde der Preis nicht in jedem Jahr verliehen. 1953 war beispielsweise I vitelloni von Federico Fellini einer der Preisträger.
Weitere auf dem Filmfestival vergebene Preise:
- Signis Award der internationalen katholischen Jury, Katholischer Weltverband für Kommunikation (seit 1948)[4]
- EIUC Human Rights Film Award (seit 2004)
- Gucci Group Award (seit 2006[5])
- Queer Lion, als Auszeichnung für Filme mit LGBT- und Queer-Themen (seit 2007)